# AFI's 100 Years of Film Scores
L'American Film Institute a établi une liste des 25 meilleures bandes originales de film  du cinéma américain, qui fut d'abord dévoilée en 2005 sur la chaîne CBS, après la décision d'un jury de 1 500 personnes.

## La liste
| #  | Titre du film                   | Année | Studio                                   | Compositeur             |
| -- | ------------------------------- | ----- | ---------------------------------------- | ----------------------- |
| 1  | Star Wars                       | 1977  | 20th Century Fox                         | John Williams           |
| 2  | Autant en emporte le vent       | 1939  | Selznick International                   | Max Steiner             |
| 3  | Lawrence d'Arabie               | 1962  | Columbia                                 | Maurice Jarre           |
| 4  | Psychose                        | 1960  | Paramount                                | Bernard Herrmann        |
| 5  | Le Parrain                      | 1972  | Paramount                                | Nino Rota               |
| 6  | Les Dents de la mer             | 1975  | Universal                                | John Williams           |
| 7  | Laura                           | 1944  | 20th Century Fox                         | David Raksin            |
| 8  | Les Sept Mercenaires            | 1960  | United Artists                           | Elmer Bernstein         |
| 9  | Chinatown                       | 1974  | Paramount                                | Jerry Goldsmith         |
| 10 | Le train sifflera trois fois    | 1952  | United Artists                           | Dimitri Tiomkin         |
| 11 | Les Aventures de Robin des Bois | 1938  | Warner Bros.                             | Erich Wolfgang Korngold |
| 12 | Sueurs froides                  | 1958  | Paramount                                | Bernard Herrmann        |
| 13 | King Kong                       | 1933  | RKO                                      | Max Steiner             |
| 14 | E.T. l'extra-terrestre          | 1982  | Universal                                | John Williams           |
| 15 | Out of Africa                   | 1985  | Universal                                | John Barry              |
| 16 | Boulevard du crépuscule         | 1950  | Paramount                                | Franz Waxman            |
| 17 | Du silence et des ombres        | 1962  | Universal                                | Elmer Bernstein         |
| 18 | La Planète des singes           | 1968  | 20th Century Fox                         | Jerry Goldsmith         |
| 19 | Un tramway nommé Désir          | 1951  | Warner Bros.                             | Alex North              |
| 20 | La Panthère rose                | 1964  | United Artists                           | Henry Mancini           |
| 21 | Ben-Hur                         | 1959  | MGM                                      | Miklós Rózsa            |
| 22 | Sur les quais                   | 1954  | Columbia                                 | Leonard Bernstein       |
| 23 | Mission                         | 1986  | Warner Bros.                             | Ennio Morricone         |
| 24 | La Maison du lac                | 1981  | Universal                                | Dave Grusin             |
| 25 | La Conquête de l'Ouest          | 1962  | MGM, Cinerama Releasing Corporation (en) | Alfred Newman           |